# Musée des boissons
Le Musée des boissons est localisé à Sainte-Gemmes-sur-Loire, près d'Angers, dans le département de Maine-et-Loire.
C'est un musée qui présente  l'histoire des boissons, l'évolution de la consommation des divers breuvages, des métiers (comme vigneron, distillateur, brasseur, sommelier, ....). Depuis 2004, le sommelier Marc Massot, a ouvert ce musée consacré au service des boissons à travers les âges, au travail des échansons aux sommeliers et des objets utilisés et aux divers professions.

## Histoire
Le sommelier, Marc Massot, commence une collection en 2004, sur les outils de sommelier, avec une exposition, pour les enfants. Devant l’intérêt des visiteurs, d'autres expositions itinérantes ont lieu. Et la collection augmente, et évolue sur les boissons. En 2006, une association à but non lucratif loi 1901 est créée. Plusieurs personnes se regroupent afin de proposer des recherches et des animations.[réf. nécessaire]
Depuis avril 2011, le Musée de la Sommellerie s'est installé près d'Angers. Le Musée abrite un centre de documentations avec une bibliothèque, et des archives.
En 2012, le musée est une référence sur les boissons angevines disparues comme les jus de fruits et sodas KOPA, la source l'épervière et sa limonaderie...
En 2013 est mise en place l'association « les amis du musée de la sommellerie ».
En 2014, le musée de la Sommellerie change de nom et de site internet. Il devient le musée des boissons et de la sommellerie.
En janvier 2020, le musée raccourcit son nom et devient le « Musée des Boissons ».
En avril 2020, le travail de l'association « le Musée des boissons » est reconnu par l'AFMA. L'AFMA est la Fédération des musées d'agriculture et du patrimoine rural, créée en 1982.
La même année, l'association est reconnue d'intérêt générale.

## Collection sur les boissons
Le musée présente les diverses boissons comme l'eau, les jus de fruits, les sodas et limonade, la bière, le vin, les divers spiritueux, le café, le thé et les autres infusions, le chocolat (boissons), et même le lait.
L'eau, première boisson de l'homme : Le musée retrace l'histoire de l'eau, l'eau des sources et l'eau potable (du robinet).
L'influence du vin sur les « grands hommes », et boisson de nécessité à une époque, et à d'autres époques, boisson d'élite…
Le développement des boissons gazeuses au XXe siècle.

## Collections sur les outils de sommellerie
On y découvre aussi les accessoires de service (verre, outils pour ouvrir les bouteilles, carafe, rafraîchissoirs…)
Le musée montre l'évolution des « vases à boire » (objet utilisé pour boire), cela va des objets provenant de la nature (corne, enveloppe de la noix de coco) au timbale, calice, taste-vin, jusqu'aux verres.
Ce musée montre l'évolution des contenants. On y découvre des amphores, barriques ou tonneaux, des cubis et caisses-outres, ainsi que toutes les évolutions des bouteilles. On y découvre des bouteilles du XVe siècle au plus récentes, des bouteilles de différentes tailles, et de différentes formes en fonction des régions.
Une collection sur les boissons chaudes et les accessoires de préparation et service y est présentée. On y découvre l'évolution du chocolat, du café, des diverses infusions.

## Histoire des marques de boisson
Diverses marques de boisson ont leurs historiques dans ce musée, avec des documents, des images et des objets.
- Les eaux : Source l'épervière[5] (jusqu'en 1989), à Saint-Sylvain-d'Anjou, Badoit, Vittel, Perrier, Evian, Plancoet, Volvic, Vichy Saint-Yorre, ST Martin, hateldon, Quezac, Salvetat...
- Les liqueurs: Cointreau, Giffard, Combier, Cusenier, Izarra, Grand Marnier, Courvoisier...
- Les bières : Brasseries de la Meuse, Brasserie de Champigneulles, Brasserie Gangloff...
- Les anisés : Pernod, Ricard, Marie Brizard, Berger...
- Les jus de fruits : Kopa, Pampryl, Joker, Tang, Pago, tropicana...
- Divers sans Alcool : Oasis, Vittel Délices, Orangina, Ricqles, coca-cola, pepsi, schweppes...
- Les boissons chaudes : Nescafé, Jacques Vabre, Banania....

## Centre de documentations
Le Musée des boissons possède une bibliothèque et un centre d'archives.